# Премия Жоржа ван Бисбрука
Премия Жоржа ван Бисбрука (англ. George Van Biesbroeck Prize) — награда Американского астрономического общества, присуждается ежегодно за долговременное служение астрономической науке. Названа в честь астронома Жоржа ван Бисбрука. С 1979 по 1996 присуждалась фондом Van Biesbroeck Award, Inc., с 1997 право награждать ей перешло к Американскому астрономическому обществу.

## Лауреаты премии Жоржа ван Бисбрука

### Награждённые Van Biesbroeck Award, Inc.
- 1979 Дэвис, Д. Скотт
- 1980 Риеке, Марсиа
- 1981 Ааронсон, Марк, Моулд, Джереми
- 1982 Янг, Эрик
- 1983 Не присуждалась
- 1984 Стоук, Джон
- 1985 Джампапа, Марк
- 1986 Хилл, Джон (астроном)
- 1987 Не присуждалась
- 1988 Хоффлейт, Доррит
- 1989 Марсден, Брайан
- 1990 Мейнел, Эден
- 1991 Кларк, Барри (астроном)
- 1992 Куруц, Боб
- 1993 Маттеи, Джанет Акиюз
- 1994 Уоррен, Уэйн(младший)
- 1995 Ландольт, Арло
- 1996 Кроуфорд, Дейв

### Награждённые Американским астрономическим обществом
- 1997 Абт, Гельмут
- 1998 Ловас, Фрэнк
- 1999 Ласкер, Барри
- 2000 Макнамара, Гарольд
- 2001 Курц, Майкл
- 2002 Бланко, Виктор
- 2003 Вентцель, Донат
- 2004 Докси, Роджер
- 2005 Грейсен, Эрик
- 2006 Не присуждалась
- 2007 Маран, Стивен
- 2008 Стетсон, Петер
- 2009 Отец Койн, Джордж
- 2010 Тримбл, Вирджиния
- 2011 Лекроун, Дэвид
- 2012 Арри, Меган